# ساندور غاراي
ساندور غاراي هو عداء المسافات المتوسطة مجري، ولد في 4 فبراير 1920 في بودابست في المجر، وتوفي بنفس المكان في 7 فبراير 2006.

## وصلات خارجية
- ساندور غاراي على موقع أوليمبيديا (الإنجليزية)